# Nora Bustamante Luciani
Nora Bustamante Luciani   (Maracaibo, 24 d'abril de 1924 - Caracas, 9 de novembre de 2012) va ser una historiadora, metgessa, escriptora i intel·lectual veneçolana, i la primera dona president de l'Associació Veneçolana de la Història de la Medicina. Durant 16 anys va ser directora de l'Arxiu Històric de Miraflores, dependència del Palau Presidencial que protegeix la història dels presidents de Veneçuela.

## Biografia
Nora Bustamante va néixer a la ciutat de Maracaibo, Estat de Zulia, el 24 d'abril de 1924. Veneçuela era llavors un país endarrerit, governat per la dictadura de Juan Vicente Gómez. Hi havia presons plenes de presos polítics i el sistema sanitari era molt deficient. Narrats pels seus protagonistes, va escoltar des del bressol relats inèdits d'esdeveniments històrics del país i detalls de la més avançada medicina.
El seu avi patern va ser el metge i polític zulià Francisco Eugenio Bustamante, iniciador de la cirurgia abdominal a Veneçuela, i la seva besàvia Concepció Urdaneta, cosina del general Rafael Urdaneta.
Per línia materna era neboda de la historiadora zuliana Lucila Luciani de Pérez Díaz, primera dona en ocupar una càtedra a l'Acadèmia Nacional de la Història de Veneçuela, i del metge zulià Domingo Luciani, primer president de l'Associació Veneçolana de Cirurgia. Va ser en conseqüència metgessa als 22 anys i va dedicar tota la seva vida a la investigació històrica. En el llibre Centenari de l'Acadèmia Nacional de Medicina va aparèixer un dels seus treballs que reflecteix particularment aquesta faceta: «Història metge-sanitària a Veneçuela entre 1936 i 1945».

## Formació i carrera profesional
Nora Bustamante va ser una apassionada lectora des de nena i atribuïa la seva inspiració a les visites que durant la seva adolescència realitzava a Maracaibo, a la casa d'un cosí del seu pare, Eduardo López Bustamante, on escoltava les tertúlies dels intel·lectuals de Maracaibo. En Maracaibo va cursar l'educació primària i el batxillerat, i el 1946 es va graduar de metgessa a Caracas, a la Universitat Central de Veneçuela. El fet de major impacte en la seva joventut el va constituir l'enderrocament del president Isaías Medina Angarita, a qui percebia com a figura esperançadora, de perfil civilista. Escriuria més de 70 articles sobre Medina i publicaria dos llibres sobre el seu govern.
Va treballar com a metgessa en plena era de l'or negre, quan les empreses petrolieres transnacionals posseïen a l'Estat Zulia grans campaments. El 1946 es va incorporar al servei de la Venezuelan Oil Concessions en el municipi Lagunillas (Zulia), convertint-se en la primera metgessa en funcions en un camp petrolier veneçolà. El seu interès per la zona es reflectia ja en la seva tesi doctoral, «Condicions metge-assistencials socials del Municipi Lagunillas, Estat Zulia». Allà a Lagunillas exerceix la medicina fins a l'any 1948, quan es residència de nou a Maracaibo i es dedica de ple al treball humanístic.

## Cercles literaris
Nora Bustamante va fundar sòlids cercles literaris en diferents regions de Veneçuela. Va establir com a norma la preferència d'autors veneçolans i un balanç entre els gèneres novel·la, conte, assaig i poesia. El 1965 va fundar a Maracaibo el grup literari "Setmana", que durant vuit anys va dirigir personalment.
El 1973 va fundar a Caracas el primer cercle de lectura creat a la capital, «Visión», actualment «Club de Lectura Nora Bustamante Luciani», rebatejat així després de la seva mort, i el 1993 va fundar un tercer grup en San Cristóbal, el «Club de Lectura Ilia Rivas de Pacheco».

## Historiadora acadèmica
El 1979 Nora Bustamante és nomenada directora de l'Arxiu Històric del Palau de Miraflores, càrrec que va exercir durant 16 anys. Va treballar particularment en l'organització del Butlletí de l'entitat, completant per primera vegada un índex del mateix, que constitueix una fita a Veneçuela en matèria d'arxivística. En dos volums va deixar publicada l'obra Índex dels primers cent números del Butlletí de l'Arxiu Històric de Miraflores.

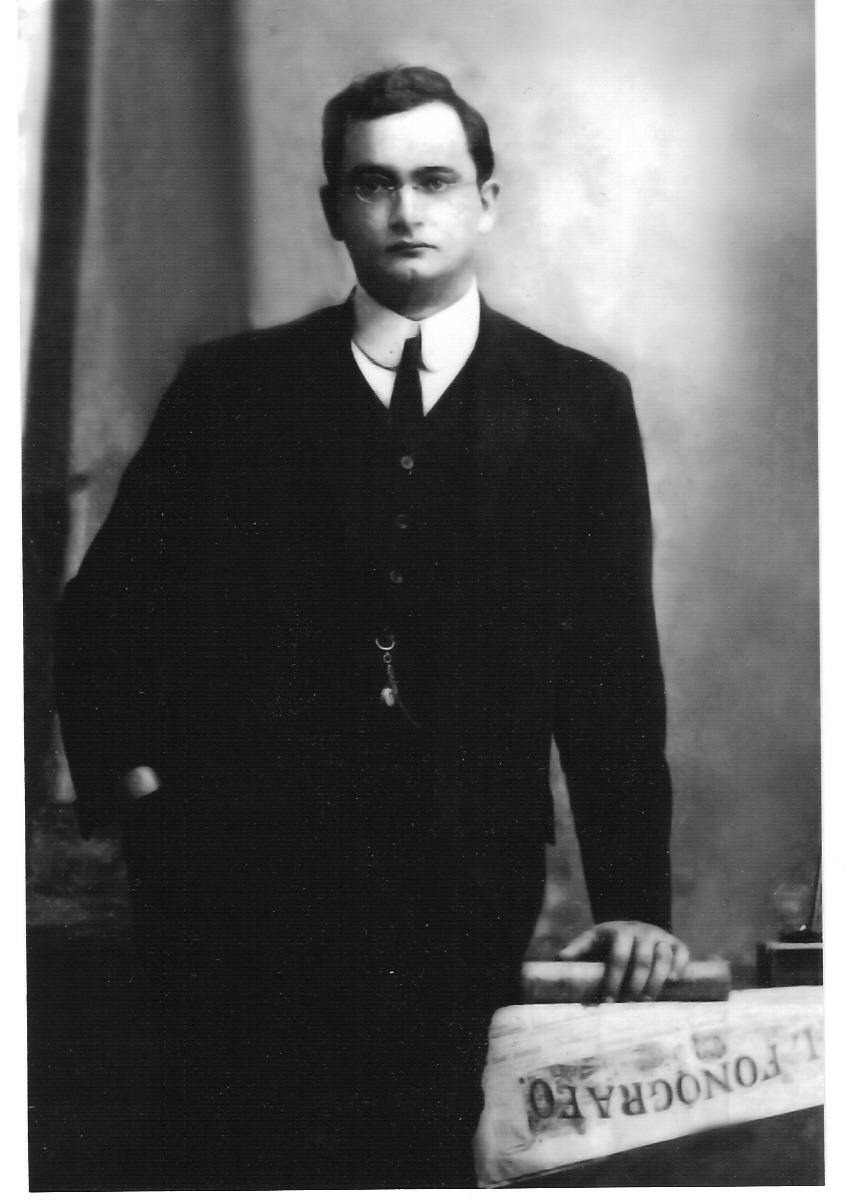
Eduardo López Bustamante, font d'inspiració de Nora Bustamante Luciani
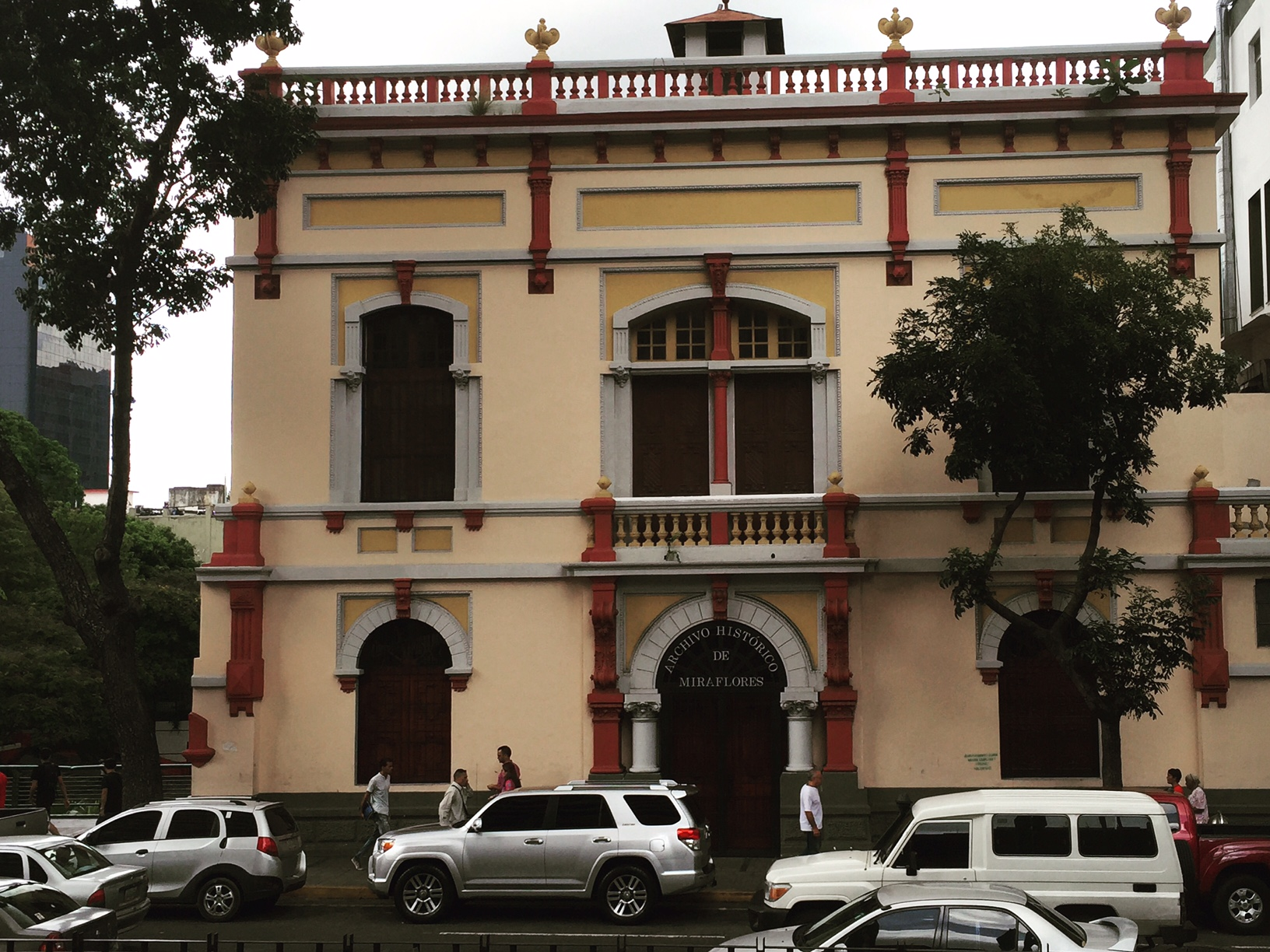
Arxiu Històric de Miraflores
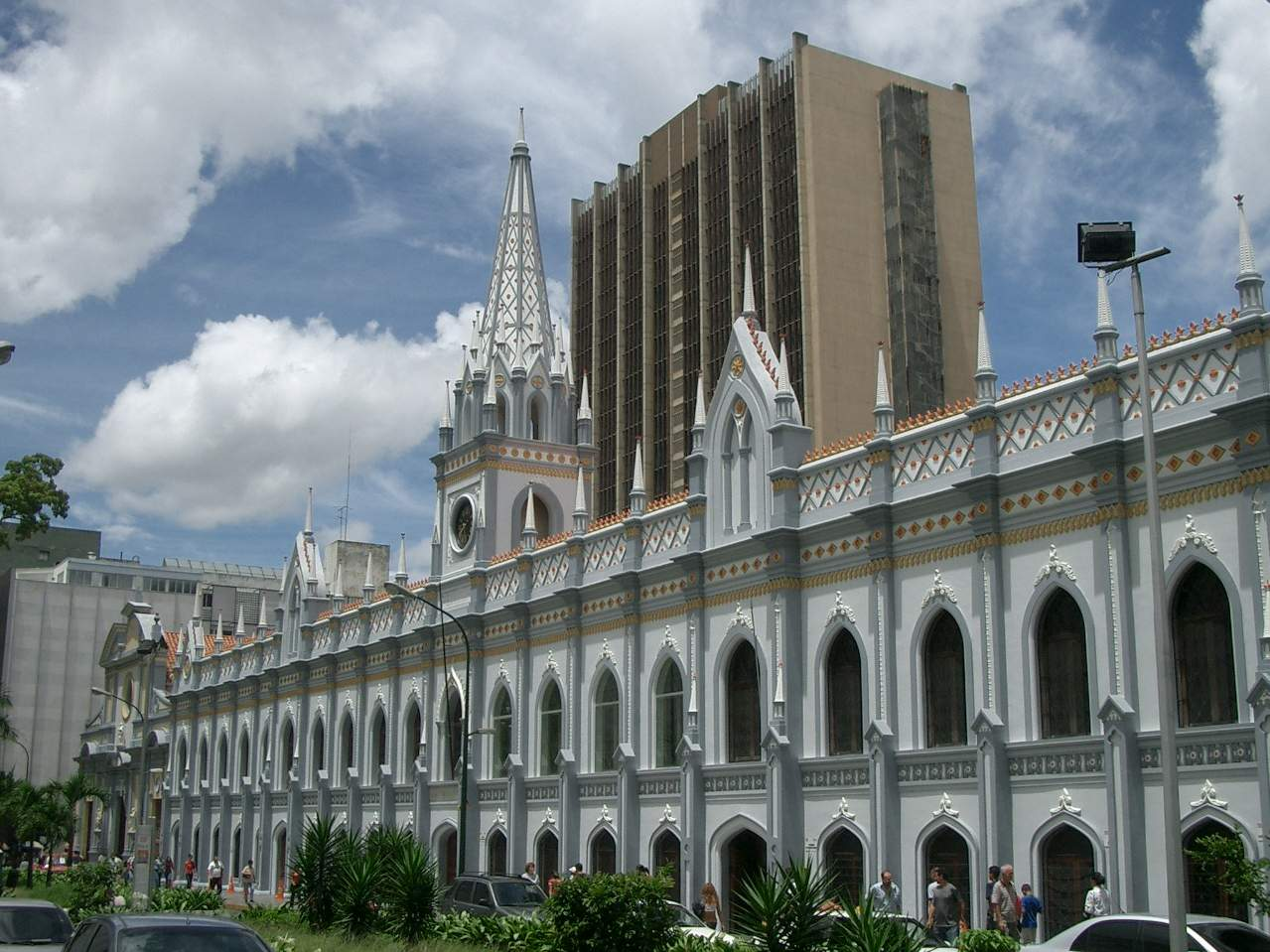
Palau de les Acadèmies a Caracas, Veneçuela

Va ser membre, Individu de Nombre, de la Societat Veneçolana d'Història de la Medicina durant 17 anys. Allà va conjugar els seus coneixements de medicina i història, en incomptables escrits sobre il·lustres metges veneçolans, i el 1995 va ser presidenta de la institució. Es convertia així en la primera dona a exercir el càrrec.
Va ser membre de l'Acadèmia Nacional de la Història de Veneçuela, de la Comissió Tècnica Assessora de l'Arxiu General de la Nació, de la Comissió Assessora de la directiva dels Arxius Judicials de Veneçuela i de la Comissió per a l'elaboració la Llei d'Arxius de país. A més va ser docent a la Universitat Central de Veneçuela, on es va exercir per més de deu anys com a professora de l'Escola d'Arxivística i Biblioteconomia. Va destacar com panelista en fòrums nacionals i internacionals, en matèria d'Història de Veneçuela, Història de la Medicina i Arxivística, i va ser una articulista i conferenciant prolífera.